# Chilenska viner
Chilenska viner utnyttjar för sina odlingar  cirka 107 000 hektar odlingsareal vilka ger mycket bra förutsättningar för vinframställning. Chilenska viner, framförallt de röda, är kända för sin fruktighet. Flera av världens vinprofiler har atartat verksamheter i Chile, till exempel den spanska vinmakaren och vinföretagaren Miguel Torres Jr.

## Historik

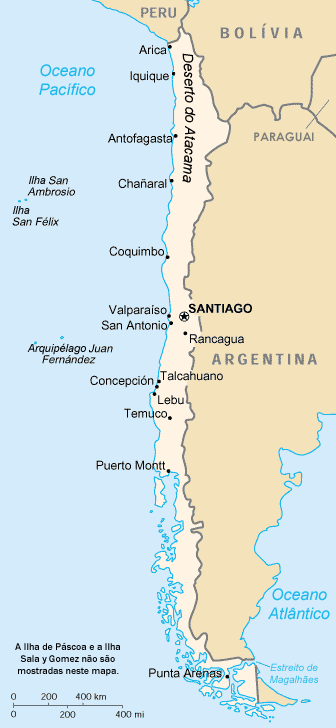
Chile

Spanjorer och portugiser startade på 1500-talet vinodling i Sydamerika. I Chiles vinindustri har dock Frankrike och USA (Kalifornien) utgjort ännu viktigare inspirationskällor. Redan på 1800-talet lades grunden för detta då flera av Bordeauxdruvorna, till exempel Cabernet Sauvignon, importerades från Bordeaux av Bertrand Don Silvestre Ochagavía Echazaretaoch därmed började odlas i Chile. Under 1900-talet förde sedan vinindustrin en tämligen tynande tillvaro ända till Miguel Torres Jr ankomst från Spanien vilket blev impulsen till en nystart för Chiles vinindustri. 
Speciellt för vinrankor i Chile är naturen skydd från bergskedjan Anderna i öster samt öken i norr och Stilla havet i söder inneburit att vinodlingarna aldrig drabbats av vinlusen Phylloxera vilket vinvärlden i övrigt med några få undantag gjort. Det gör att alla vinstockar i Chile än idag vilar på sina helt egna rötter vilka aldrig behövt ympas med resistenta rötter.

## Druvsorter
En av de allra mest odlade druvsorterna i Chile är den inhemska País men den används till lokala viner som aldrig exporteras. Istället är det de franska bordeauxdruvorna som är de viktigaste blå druvorna, till exempel Cabernet Sauvignon, Merlot och Cabernet Franc. Ytterligare en blå Bordeauxdruva som idag i princip är bortglömd i Bordeaux men som nått stora framgångar i Chile är Carmenère. Denna druva, som även kallas Grand vidure tycks trivas extra bra i just Chile. Övriga blå druvor är till exempel Malbec, Mourvèdre och Pinot Noir (den sista används mycket till mousserande viner i Chile).
Bland de gröna druvorna hittar finns flesta stora gröna druvorna i världen. Dominerande är Chardonnay och Sauvignon Blanc men bra viner produceras även på Gewürztraminer, Riesling, Chenin Blanc och Sémillon.

## Vinregioner
Chiles bästa vinregioner ligger i landets mellersta del, strax norr om och söder om Santiago de Chile. Dessa vinregioner delas in i Aconcagua och Central Valley och Söder. Det odlas även vindruvor i landets varmare norra delar (Atacama och Coquimbo) men dessa, företrädesvis gröna druvor, används inte till vinframställning utan för framställning av vindestillatet Pisco som är Chiles nationalsnaps.
Några av Chiles vindistrikt är följande:

### Norr
Dessa distrikt är belägna i landets varmare norra del som till viss del är ökenområden.
- Atacama
- Coquimbo

### Aconcagua
Regionen är belägen strax norr om Santiago.
- Aconcagua - som bland annat producerar ett av Chiles bästa röda viner Don Maximiano från producenten Errazuriz.
- Casablanca - som producerar eleganta vita vinerna på Chardonnay och Sauvignon Blanc.

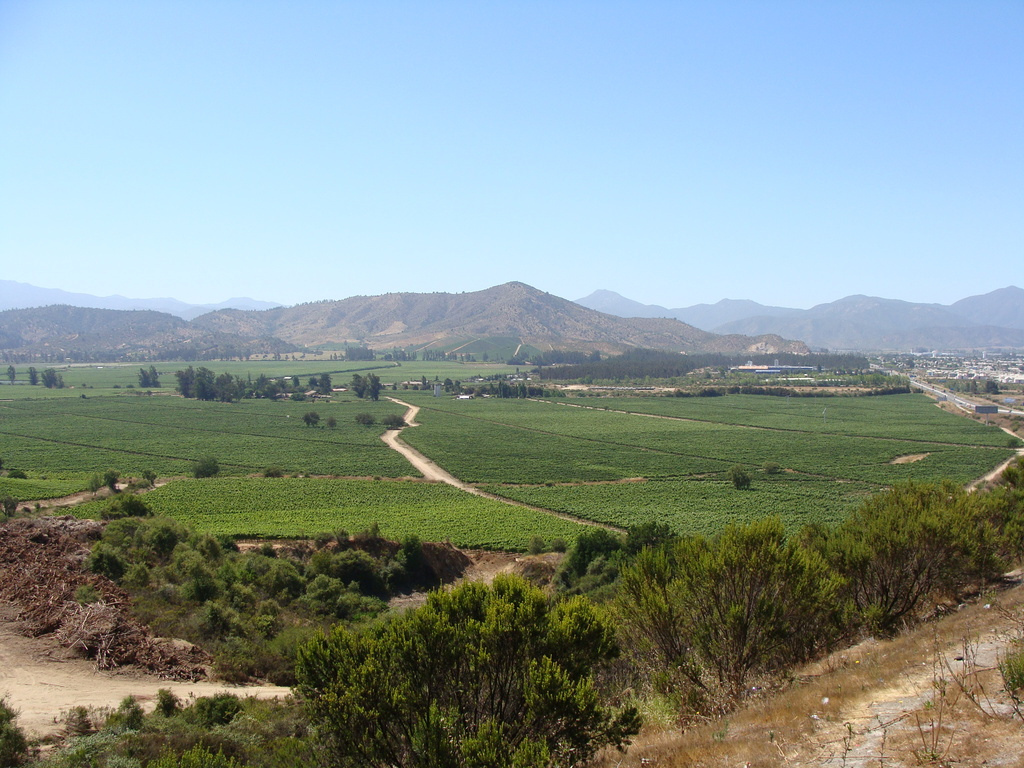
Vista de viñas del valle de Casablanca, Chile.

### Central Valley
Central Valley (Valle Central) står för ca 75% av Chiles vinproduktion. Regionen är belägen söder om Santiago och innehåller några av Chiles bekantaste vindistrikt.
- Maipo - som utgör centralort för de flesta vinföretagen har ett varmt och torrt klimat. Här finns sex underdistrikt och totalt cirka 8 000 hektar vinodlingar. I distrikten framställs både traditionella viner i Bordeauxstil och modernare viner på både blåa och gröna druvor.
- Rapel - som främst framställer röda viner.
- Curicó och Maule är något svalare områden än de tidigare nämnda och här produceras viner framförallt på Merlot och Cabernet Sauvignon. Miguel Torres Jr vinproduktion i Chile har sin hemvist i Curicó.

### Söder
Regionen ligger ytterligare en bit söder om Santiago men fortfarande i landets mellersta del. Här är klimatet något svalare och fuktigare.
- Itata och Bio-Bio - I det fuktigare klimatet trivs framförallt den inhemska druvan País men här trivs också druvsorter som Riesling, Sauvignon Blanc och Pinot Noir.